# Istmo

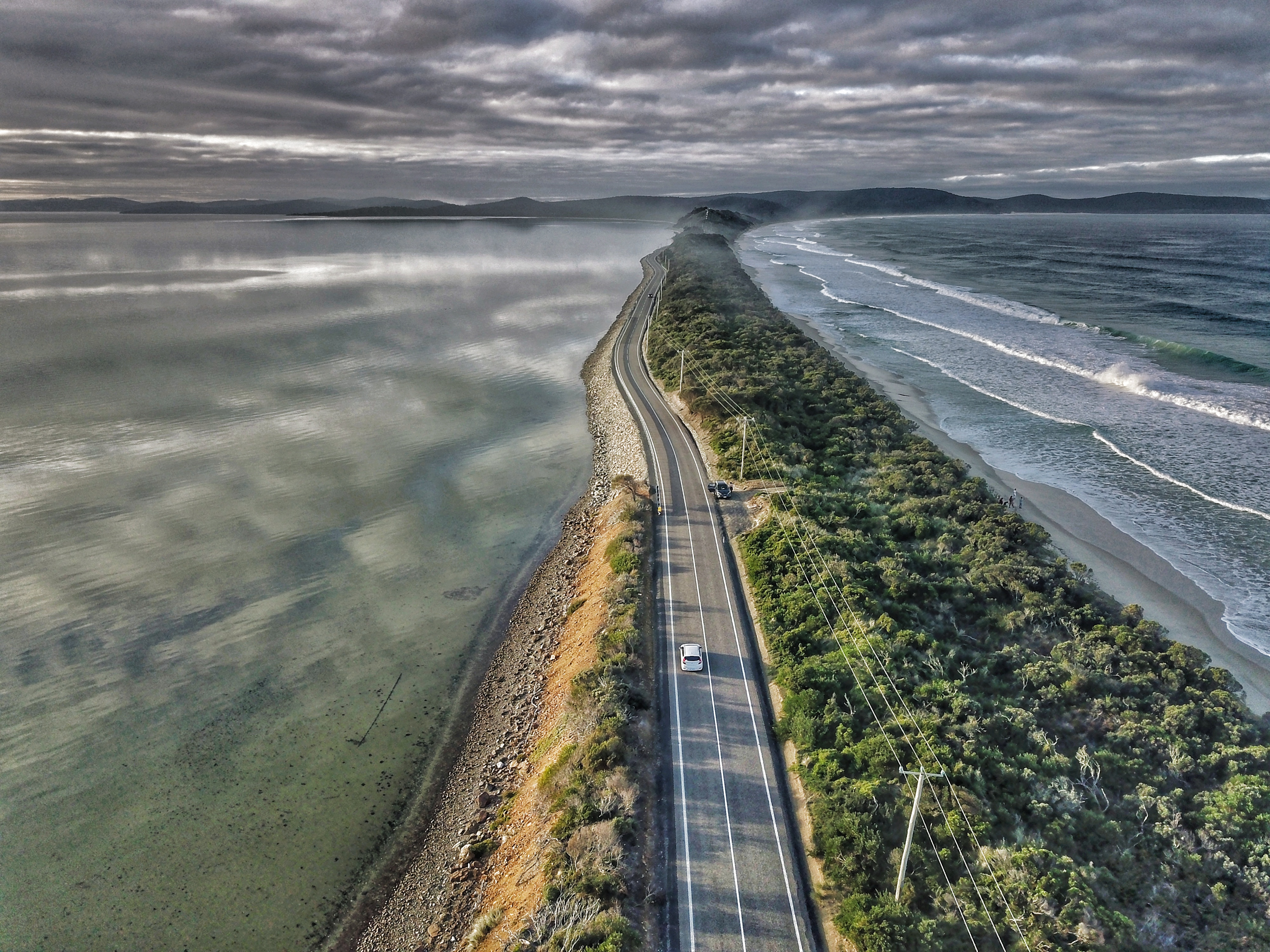
Perspectiva aérea do istmo da Ilha Bruny

Um istmo é uma porção de terra estreita cercada por água em dois lados e que conecta duas grandes extensões de terra. A palavra é do grego isthmós ("lugar por onde se vai"). Os istmos são o inverso dos estreitos. Assim, enquanto os istmos ligam duas extensões de terra entre duas extensões de água, os estreitos unem duas extensões de água entre duas extensões de terra.

## Istmo vs ponte terrestre vs península
Istmo e ponte terrestre são termos relacionados, com istmo tendo um significado mais amplo. Uma ponte de terra é um istmo que conecta as principais massas de terra da Terra. O termo ponte de terra é geralmente usado em biogeologia para descrever as conexões de terra que existiam entre os continentes em vários momentos e foram importantes para a migração de pessoas e várias espécies de animais e plantas, por exemplo, Beringia e Doggerland.
Um istmo é uma conexão de terra entre duas massas de terra maiores, enquanto uma península é uma saliência de terra que está conectada a uma massa de terra maior apenas de um lado e cercada por água em todos os outros lados. Tecnicamente, um istmo pode ter canais que vão de costa a costa (por exemplo, o Canal do Panamá), e assim assemelhar-se a duas penínsulas; no entanto, os canais são características artificiais distintas dos estreitos.

## Istmos principais

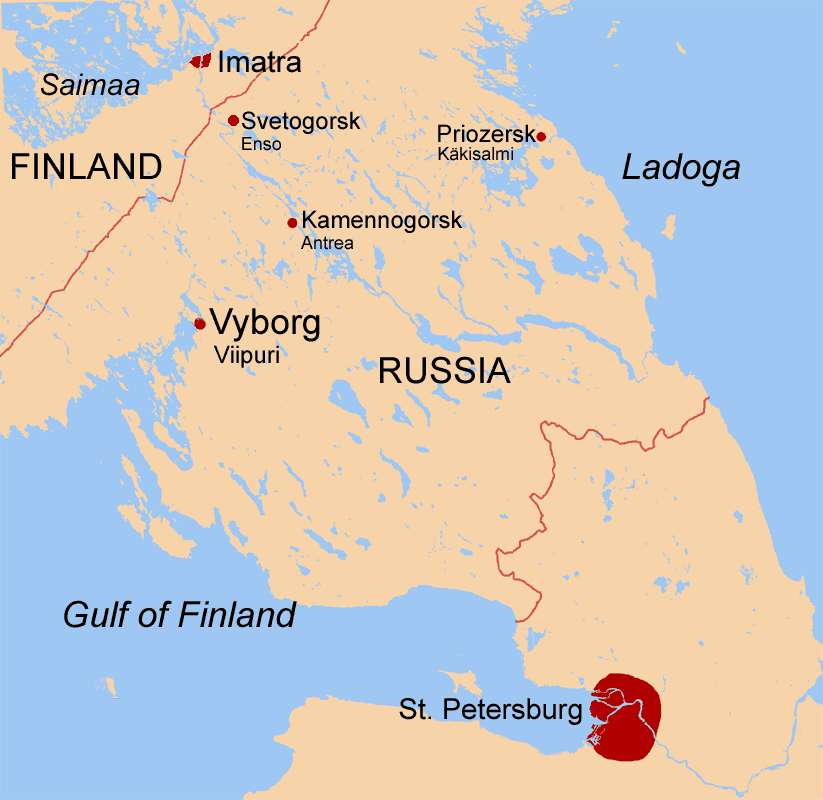
Istmo da Carélia na Rússia, que fica entre o Golfo da Finlândia e o Lago Ladoga

Os principais istmos do mundo incluem o istmo do Panamá e o istmo de Tehuantepec na América Central, o istmo de Kra no sudeste da Ásia continental, o istmo de Suez entre o norte da África e a Ásia ocidental e o istmo da Carélia na Europa. De importância histórica foram o Istmo de Corinto na Grécia e o Istmo de Catanzaro na Itália.
As cidades de Auckland, Manila e Seattle estão localizadas em istmos.

## Canais
Os canais são muitas vezes construídos através de istmos, onde podem ser um atalho particularmente vantajoso para o transporte marítimo. Por exemplo, o Canal do Panamá cruza o istmo do Panamá, conectando os oceanos Atlântico Norte e Pacífico; o Canal de Suez conecta o Mar Mediterrâneo e o Mar Vermelho, cortando o lado oeste do Istmo de Suez, formado pela Península do Sinai; e o Canal Crinan cruza o istmo entre Loch Crinan e Loch Gilp, que conecta a península de Kintyre com o resto da Escócia. Outro exemplo é o Welland Canal na Península de Niágara (tecnicamente um istmo). Ele conecta o Lago Ontário ao Lago Erie.

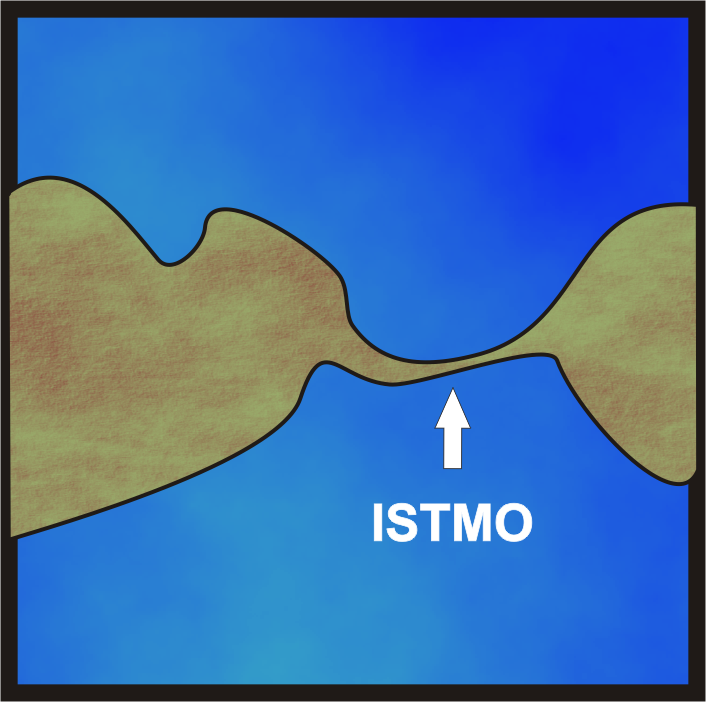
Diagrama simplificado

## Istmos famosos
- O primeiro istmo a ser chamado assim foi o istmo de Corinto, na Grécia.
- O istmo da Carélia, tomado da Finlândia pela União Soviética, durante a Guerra de Inverno.
- O atual istmo de Stradun (antigo istmo de Dubrovnik), ou seja, rua principal, conecta as duas partes da cidade croata.
- O istmo entre a África e a Ásia, no Egito, onde o canal de Suez foi construído.
- O istmo de Kra liga a península malaia à Ásia.
- O istmo de Avalon, no Canadá, separa a ilha principal de Terra Nova da península de Avalon, onde se situa a capital St. John's.
- O istmo de Tehuantepec no México, é a parte mais estreita deste país.
- O istmo de Gibraltar que separa a Europa e a África.